# Ezüstös orrszarvúmadár
Az ezüstös orrszarvúmadár vagy ezüstös szarvascsőrű (Bycanistes brevis) a madarak (Aves) osztályának a szarvascsőrűmadár-alakúak (Bucerotiformes) rendjébe a szarvascsőrűmadár-félék (Bucerotidae) családjába tartozó faj.

## Rendszerezése
A fajt Herbert Friedmann amerikai ornitológus írta le 1929-ben, Bycanistes cristatus brevis néven. Sorolták a Ceratogymna nembe Ceratogymna brevis néven is.

## Előfordulása
a Dél-afrikai Köztársaság, Dél-Szudán, Etiópia, Kenya, Malawi, Mozambik, Szudán, Tanzánia, Zambia és Zimbabwe területén honos. Kóborlásai során eljut Eritreába is. Természetes élőhelyei a szubtrópusi és trópusi száraz erdők, szavannák és cserjések. Állandó, nem vonuló faj.

## Megjelenése
Testhossza 70 centiméter, testtömege 1050-1450 gramm. Nagy csőre van, a tetején egy jókora kinövéssel. Arcrészén ezüstös tolldíszek találhatóak. Hasa alja és farka vége fehér, a madár többi tolla kékesfekete.

## Életmódja
Gyümölcsöket, egyéb terméseket és néha rovarokat fogyaszt.

## Szaporodása
A pár megfelelő nagyságú odút keres, majd a tojó betelepszik, a hím elkezdi sárral betapasztani a lyukat, egészen addig folytatja, amíg csak egy kis nyílás marad, ahol a táplálékot be tudja adni. A tojó 2 tojást rak, melyen 45 napig kotlik, a kikelt fiókák még 60 napig az odúban maradnak, majd a tojó a csőrével feltöri a megkeményedett sárfalat.

## Természetvédelmi helyzete
Az elterjedési területe nagyon nagy, egyedszáma ugyan csökken, de még nem éri el a kritikus szintet. A Természetvédelmi Világszövetség Vörös listáján nem fenyegetett fajként szerepel.
Európában az Európai Állatkertek és Akváriumok Szövetsége felügyelete alá tartozó Európai Veszélyeztetett Fajok Programja (EEP) keretében tenyésztik a faj egyedeit.
Magyarországon állatkertek közül a Nyíregyházi Állatparkban tartják, ahol szaporítása is sikerrel járt már. 